# Sedum commixtum
Sedum commixtum là một loài thực vật có hoa trong họ Crassulaceae. Loài này được Moran & Hutchison miêu tả khoa học đầu tiên năm 1980.